# Liste der Biografien/Koe
Liste der Biografien |
Portal Biografien |
Personensuche
# |
A |
B |
C |
D |
E |
F |
G |
H |
I |
J |
K |
L |
M |
N |
O |
P |
Q |
R |
S |
T |
U |
V |
W |
X |
Y |
Z |
?
 
Ka |
Kb |
Kc |
Kd |
Ke |
Kf |
Kg |
Kh |
Ki |
Kj |
Kl |
Km |
Kn |
Ko |
Kp |
Kr |
Ks |
Kt |
Ku |
Kv |
Kw |
Ky |
Kx |
Kz
 
Koa |
Kob |
Koc |
Kod |
Koe |
Kof |
Kog |
Koh |
Koi |
Koj |
Kok |
Kol |
Kom |
Kon |
Koo |
Kop |
Kor |
Kos |
Kot |
Kou |
Kov |
Kow |
Kox |
Koy |
Koz
Die Liste der Biografien führt alle Personen auf, die in der deutschsprachigen Wikipedia einen Artikel haben. Dieses ist eine Teilliste mit 520 Einträgen von Personen, deren Namen mit den Buchstaben „Koe“ beginnt.

## Koe
- Koe, Archibald (1865–1915), britischer Berufsoffizier im Rang eines Oberstleutnants
- Koe, Kenneth (1925–2015), US-amerikanischer Chemiker und Pharmakologe
- Koe, Kevin (* 1975), kanadischer Curler

### Koeb
- Koebe, Josefine (* 1988), deutsche Politikerin (SPD), MdL Hessen, Generalsekretärin der SPD Hessen
- Koebe, Paul (1882–1945), deutscher Mathematiker
- Koebel, Anja (* 1968), deutsche Hörfunk- und Fernsehmoderatorin
- Koebel, Eberhard (1907–1955), deutscher Autor, Gründer der Jungenschaft
- Koebel, Gregor (* 1947), deutscher Diplomat
- Koebel, Inés (* 1949), deutsche Übersetzerin und Herausgeberin
- Koebele, Albert (1853–1924), deutsch-amerikanischer Entomologe und einer der Begründer der biologischen Schädlingsbekämpfung
- Koeber, Raphael von (1848–1923), deutsch-russischer Philosoph und Musiker
- Koeberlé, Samuel (* 2004), französischer Fußballspieler
- Koeberlin, Matthias (* 1974), deutscher Schauspieler sowie Hörspiel- und HörbuchsprecherMatthias Koeberlin (* 1974)

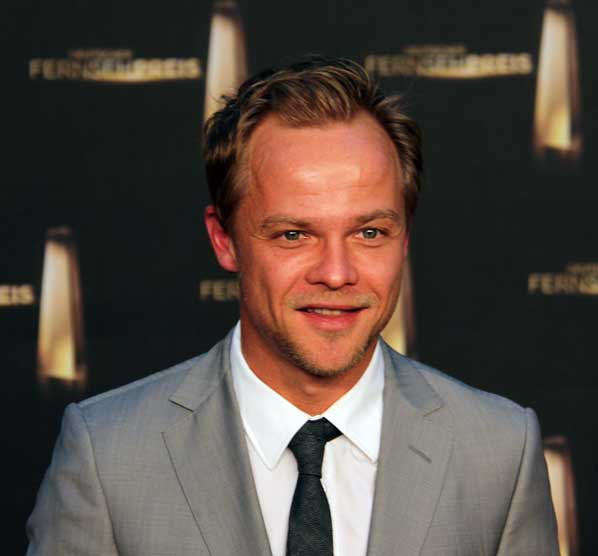
Matthias Koeberlin (* 1974)

- Koebig, August (1855–1944), deutscher Fabrikant
- Koebke, Jürgen (1945–2012), deutscher Anatom
- Koebner, Franz Wolfgang (1887–1978), deutscher Journalist und Schriftsteller
- Koebner, Richard (1885–1958), deutsch-britischer Historiker
- Koebner, Thomas (* 1941), deutscher Publizist, Germanist und Medienwissenschaftler
- Koebnick, Hans-Jürgen (* 1938), deutscher Politiker (SPD)

### Koec
- Koech, Aron (* 1990), kenianischer Hürdenläufer
- Koech, Barnabas Kipkorir (* 1979), kenianischer Marathonläufer
- Koech, Benson (* 1974), kenianischer Mittelstreckenläufer
- Koech, Cherono (* 1992), kenianische Mittelstreckenläuferin
- Koech, Edwin (* 1983), kenianischer Marathonläufer
- Koech, Enock (* 1981), kenianischer Mittel- und Langstreckenläufer
- Koech, Gideon (* 1972), kenianischer Marathonläufer
- Koech, Gilbert (* 1989), kenianischer Leichtathlet
- Koech, Gilbert Cheruiyot (* 1980), kenianischer Langstreckenläufer
- Koech, Isiah Kiplangat (* 1993), kenianischer Leichtathlet
- Koech, John (* 1995), bahrainischer Hindernisläufer kenianischer Herkunft
- Koech, Jonah (* 1996), US-amerikanischer Leichtathlet kenianischer Herkunft
- Koech, Nicholas Kipruto (* 1982), kenianischer Langstreckenläufer
- Koech, Paul (1969–2018), kenianischer Langstreckenläufer
- Koech, Paul Kipsiele (* 1981), kenianischer Hindernisläufer
- Koech, Peter (* 1958), kenianischer Langstreckenläufer
- Koech, Robert Kiprop (* 1997), kenianischer Langstreckenläufer
- Koech, Shadrack Kimutai (* 1999), kasachisch-kenianischer Langstreckenläufer
- Koech, Simon Kiprop (* 2003), kenianischer Leichtathlet
- Koech, Werner (1882–1963), deutscher Architekt
- Koech, William (* 1961), kenianischer Langstreckenläufer
- Koecher, Karel (* 1934), tschechoslowakischer KGB-Agent
- Koecher, Max (1924–1990), deutscher Mathematiker, Hochschullehrer und Autor
- Koechert, Andreas (1950–2019), deutscher Ethnologe
- Koechlin, Alphons (1821–1893), Schweizer Politiker
- Koechlin, André (1789–1875), französischer Textil- und Eisenbahnunternehmer
- Koechlin, Carl (1856–1914), Schweizer Politiker und Offizier
- Koechlin, Charles (1867–1950), französischer KomponistCharles Koechlin (1867–1950)

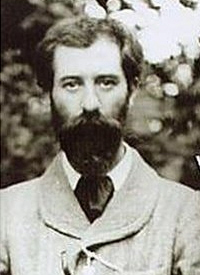
Charles Koechlin (1867–1950)

- Koechlin, Dominik (1959–2015), Schweizer Manager
- Koechlin, Florianne (* 1948), Schweizer Biologin und Sachbuchautorin
- Koechlin, Hartmann (1893–1962), Schweizer Chemiker und Manager
- Koechlin, Heiner (1918–1996), Schweizer Anarchist
- Koechlin, Julian (* 1992), Schweizer Schauspieler
- Koechlin, Kalki (* 1984), französische Schauspielerin
- Koechlin, Lionel (* 1948), französischer Autor, Illustrator und Designer
- Koechlin, Maurice (1856–1946), schweizerisch-französischer Ingenieur
- Koechlin, Michael (* 1951), Schweizer Politiker (LDP)
- Koechlin, Nicolas (1781–1852), französischer Textil- und Eisenbahn-Unternehmer
- Koechlin, Paul (1852–1907), französischer Industrieller und Automobilrennfahrer
- Koechlin, Raymond (1860–1931), französischer Journalist, Kunsthistoriker und Kunstsammler
- Koechlin, René (1866–1951), Ingenieur
- Koechlin, Rudolf (1862–1939), österreichischer Mineraloge
- Koechlin, Rudolf Albert (1859–1927), Schweizer Bankier und Unternehmer
- Koechlin, Samuel (1925–1985), Schweizer Manager
- Koechlin-Vischer, Carl (1889–1969), Schweizer Unternehmer im Bereich der Pharmaindustrie
- Koechling, Hermann (1867–1936), deutscher Rechtsanwalt und Notar
- Koechner, David (* 1962), US-amerikanischer Schauspieler, Komiker, Schriftsteller und MusikerDavid Koechner (* 1962)

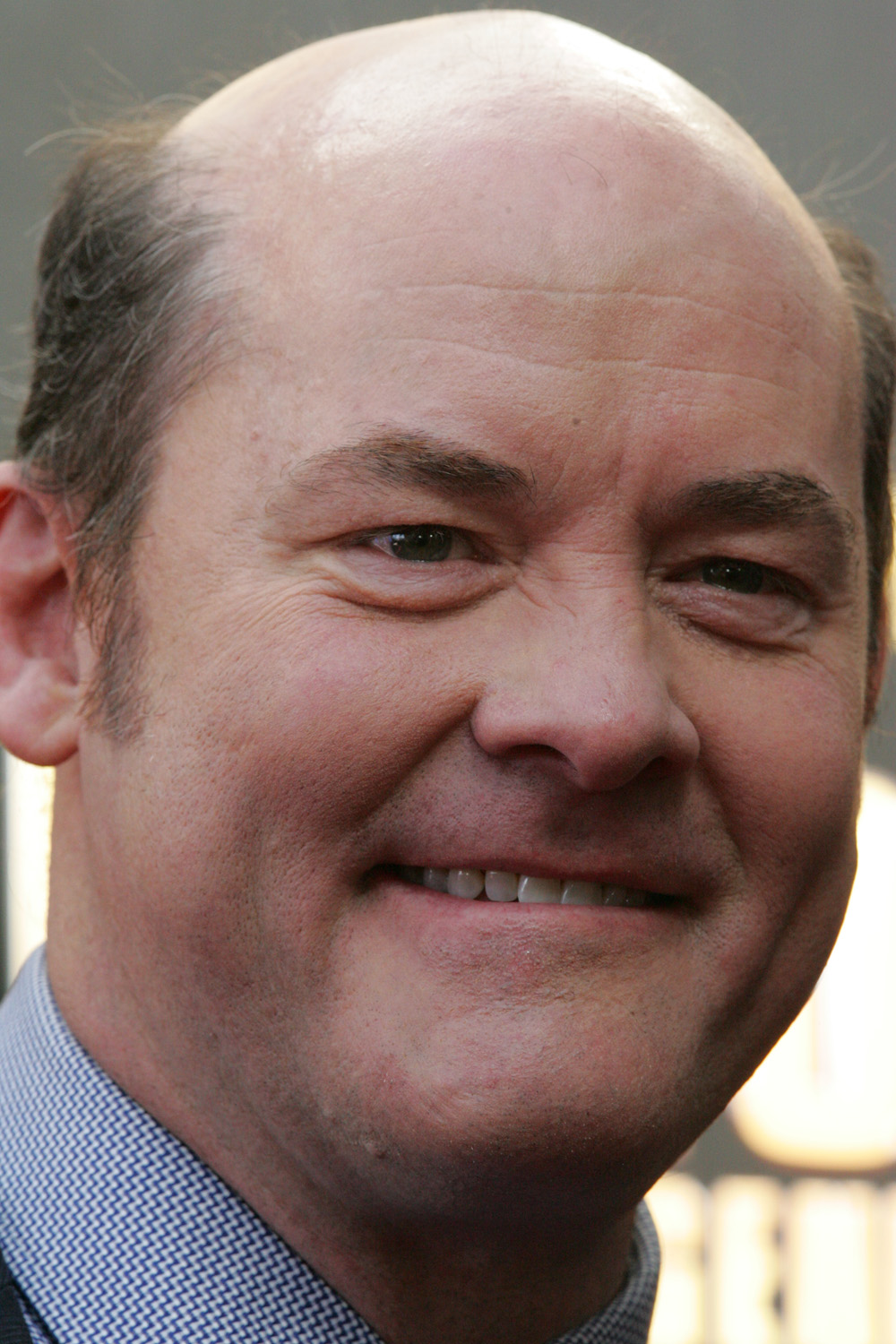
David Koechner (* 1962)

- Koechner, Walter (* 1937), US-amerikanischer Elektroingenieur
- Koeck, Christian (1758–1818), Mainzer Zeichner, Anatomie
- Koeckebacker, Nicolas, Kaufmann, Leiter der niederländischen Handelsniederlassung Hirado
- Koeckert, Nicolas (* 1979), deutsch-brasilianischer Violinist
- Koeckert, Rudolf (1913–2005), deutscher klassischer Violinist
- Koeckstadt, Dennis (* 1979), deutscher Blues- und Jazzmusiker (Piano)

### Koed
- Koederitz, Martina (* 1964), deutsche Managerin und General Manager von IBM Deutschland, Österreich und Schweiz
- Koedijck, Isaac, niederländischer Maler und Kaufmann
- Koedooder, Vera (* 1983), niederländische Radrennfahrerin
- Koedoot, Dirk (1925–1943), niederländischer Zwangsarbeiter und Opfer des NS-Regimes
- Koedt, Anne (* 1941), US-amerikanische feministische Autorin und frühere Aktivistin

### Koef
- Koefoed, Henrik (* 1955), dänischer Schauspieler und Synchronsprecher
- Koefoed, Lotte (* 1957), dänische Ruderin

### Koeg
- Koegel, Fritz (1860–1904), deutscher Schriftsteller, Philologe, Komponist und Unternehmer
- Koegel, Georg Rudolf (1855–1899), deutscher Germanist
- Koegel, Max (1895–1946), deutscher SS-Obersturmbannführer und Lagerkommandant mehrerer KonzentrationslagerMax Koegel (1895–1946)

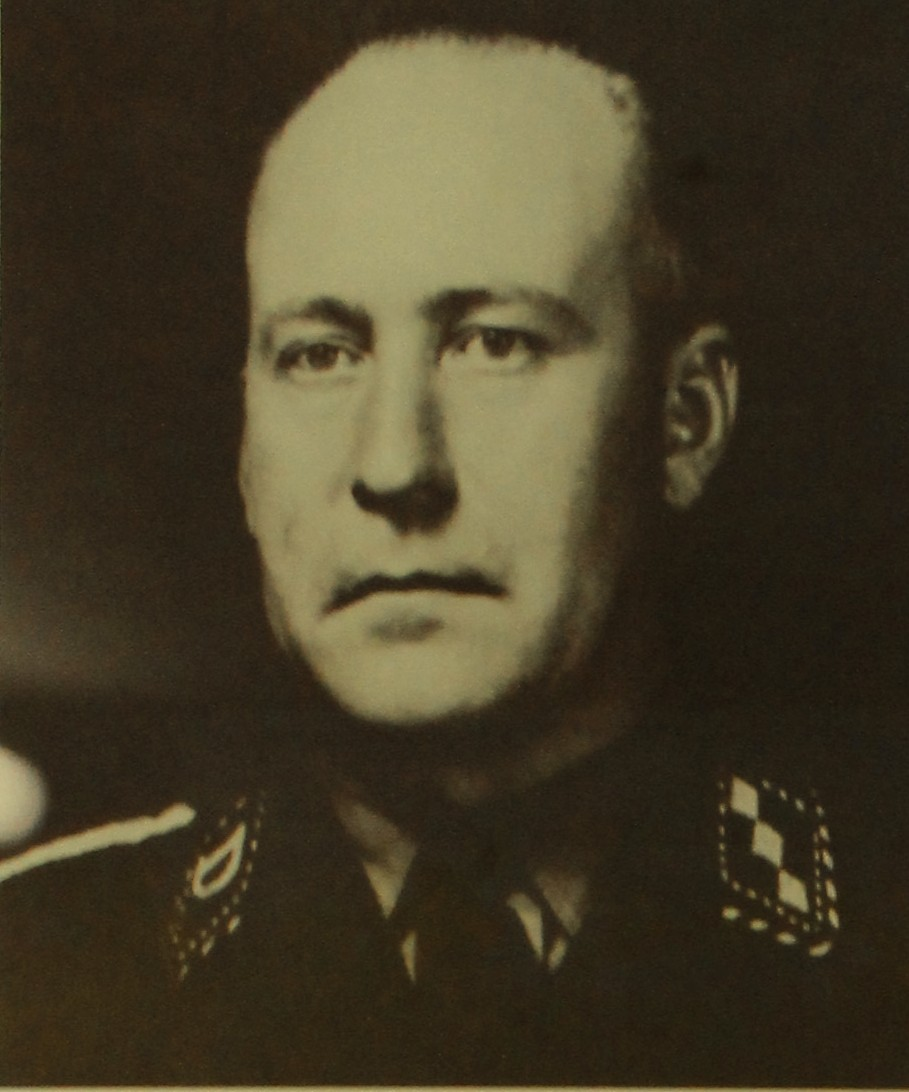
Max Koegel (1895–1946)

- Koegler, Hans (1874–1950), deutsch-schweizerischer Kunsthistoriker
- Koegler, Horst (1927–2012), deutscher Tanzkritiker, Journalist und Schriftsteller

### Koeh
- Koehl, Dan (* 1959), schwedischer Tierpfleger, Elefantentrainer, Stallmeister, Programmierer
- Koehl, Karl (1847–1929), deutscher Arzt und Prähistoriker
- Koehl, Mimi R. (* 1948), US-amerikanische Meeresbiologin und Hochschullehrerin
- Koehl, Robert Lewis (1922–2015), amerikanischer Historiker
- Koehlau, Ernst Cölestin (1805–1873), preußischer Generalmajor und Abteilungschef für das Invalidenwesen im Kriegsministerium
- Koehler, Adolf (1882–1941), deutscher Montanindustrieller und Vorstandsvorsitzender der Buderus AG (1926–1941)
- Koehler, Anno (* 1963), deutscher Schauspieler und Sprecher
- Koehler, Bernhard (1849–1927), deutscher Industrieller und Kunstmäzen
- Koehler, Carl (1855–1932), deutscher Mathematiker
- Koehler, Christian Philipp (1778–1842), deutscher Beamter
- Koehler, Ernst (1890–1972), deutscher Winzer und Politiker (SPD)
- Koehler, Franz Eugen (1805–1872), deutscher Verleger
- Koehler, Frederick (* 1975), amerikanischer Schauspieler
- Koehler, Günther (1923–2002), deutscher Agrarwissenschaftler, Wirtschaftsfunktionär in der DDR
- Koehler, Hans Georg (* 1968), deutscher Künstler
- Koehler, Hartmut, deutscher Biologe und Professor für Bodenökologie und Allgemeine Ökologie an der Universität Bremen
- Koehler, Heike (* 1967), deutsche Politikerin (CDU), MdL
- Koehler, Hermann (1876–1943), deutscher Bankier
- Koehler, Jana (* 1963), deutsch-schweizerische Informatikerin und Hochschullehrerin
- Koehler, Karl Franz (1843–1897), deutscher Buchhändler und Barsortimenter
- Koehler, Karl Franz Gottfried (1764–1833), deutscher Verleger
- Koehler, Krzysztof (* 1963), polnischer Lyriker, Literaturkritiker, Drehbuchautor und Essayist
- Koehler, Maria João (* 1992), portugiesische Tennisspielerin
- Koehler, Otto (1889–1974), deutscher Zoologe und Ethologe
- Koehler, Reinhold (1919–1970), deutscher experimenteller Maler, Grafiker, Objektkünstler und Lyriker
- Koehler, Renate (* 1945), deutsche Schauspielerin und Moderatorin
- Koehler, Robert (1850–1917), deutschamerikanischer Maler
- Koehler, Robert J. (1949–2015), deutscher Manager
- Koehler, Stephen (* 1964), US-amerikanischer Admiral
- Koehler, Ted (1894–1973), US-amerikanischer Textdichter
- Koehler, Thorge (* 1987), deutscher Jurist und Leiter des Landesamtes für Verfassungsschutz Bremen
- Koehler, Trevor (1936–1975), amerikanischer Jazzmusiker
- Koehler, Ulrich (* 1954), deutscher Politiker (FDP), Staatssekretär in Sachsen-Anhalt
- Koehler, Walther (1882–1970), deutscher Konteradmiral der Kriegsmarine
- Koehler, Wilhelm (1884–1959), deutscher Kunsthistoriker
- Koehler-Bittkow, Margarete (1897–1964), deutsche Textilkünstlerin und Malerin
- Koehlmann, Carl August (1822–1877), deutscher Unternehmer
- Koehn, Barbara (1932–2009), deutsche Germanistin und Historikerin
- Koehn, Clemens (* 1976), deutscher Althistoriker
- Koehn, Emil (1859–1913), deutscher Vereinsvorsitzender und Gründer karitativer kirchlicher Einrichtungen
- Koehn, Franz (* 1889), deutscher Filmarchitekt
- Koehn, Gottfried (* 1948), deutscher Politiker (SPD), MdL
- Koehn, Hans-Günther (1937–2018), deutscher Jurist
- Koehn, Henry (1892–1963), deutscher Kulturforscher
- Koehn, Herma (* 1944), deutsche Schauspielerin und Hörspielsprecherin
- Koehn, Ilse (1929–1991), deutsch-amerikanische Grafikerin und Schriftstellerin
- Koehne, Bernhard Adalbert Emil (1848–1918), deutscher Botaniker und Lehrer
- Koehne, Bernhard von (1817–1886), deutscher Numismatiker und Heraldiker
- Koehne, Graeme (* 1956), australischer Komponist
- Koehne, Waldemar (1880–1938), Reichsgerichtsrat

### Koej
- Koejemans, Anthoon Johan (1903–1982), niederländischer Journalist, Politiker und Schriftsteller
- Koejoe, Samuel (* 1974), niederländischer Fußballspieler

### Koek
- Koeke, Justyna (* 1976), polnische Künstlerin
- Koekelkoren, Dries (* 1988), belgischer Beachvolleyballspieler
- Koekelkoren, Noor (* 2005), belgische Leichtathletin
- Koeken, Cees (* 1948), niederländischer Radrennfahrer
- Koekkoek, Adèle (1838–1919), deutsche Malerin von Landschaften und Stillleben
- Koekkoek, Alis (1945–2005), niederländischer Politiker und Rechtswissenschaftler
- Koekkoek, Barend Cornelis (1803–1862), niederländischer KunstmalerBarend Cornelis Koekkoek (1803–1862)

Barend Cornelis Koekkoek (1803–1862)

- Koekkoek, Barend Hendrik (1849–1902), niederländischer Landschafts- und Marinemaler
- Koekkoek, Cornelis (1903–1982), niederländischer Maler, Designer, Lithograph und Grafiker
- Koekkoek, Daniel Gebhart de (* 1982), österreichischer Fotograf
- Koekkoek, Gerard Johannes (1871–1956), niederländischer Marinemaler
- Koekkoek, Hermanus der Ältere (1815–1882), niederländischer Landschafts- und Marinemaler
- Koekkoek, Hermanus der Jüngere (1836–1909), niederländischer Landschaftsmaler, Marinemaler und Kunsthändler
- Koekkoek, Hermanus Willem (1867–1929), niederländischer Militär-, Landschaft- und Marinemaler, Zeichner, Aquarellist und Illustrator
- Koekkoek, Johannes (1811–1831), niederländischer Marinemaler
- Koekkoek, Johannes Hermanus (1778–1851), niederländischer Maler
- Koekkoek, Johannes Hermanus Barend (1840–1912), niederländischer Marine- und LandschaftsmalerJohannes Hermanus Barend Koekkoek (1840–1912)

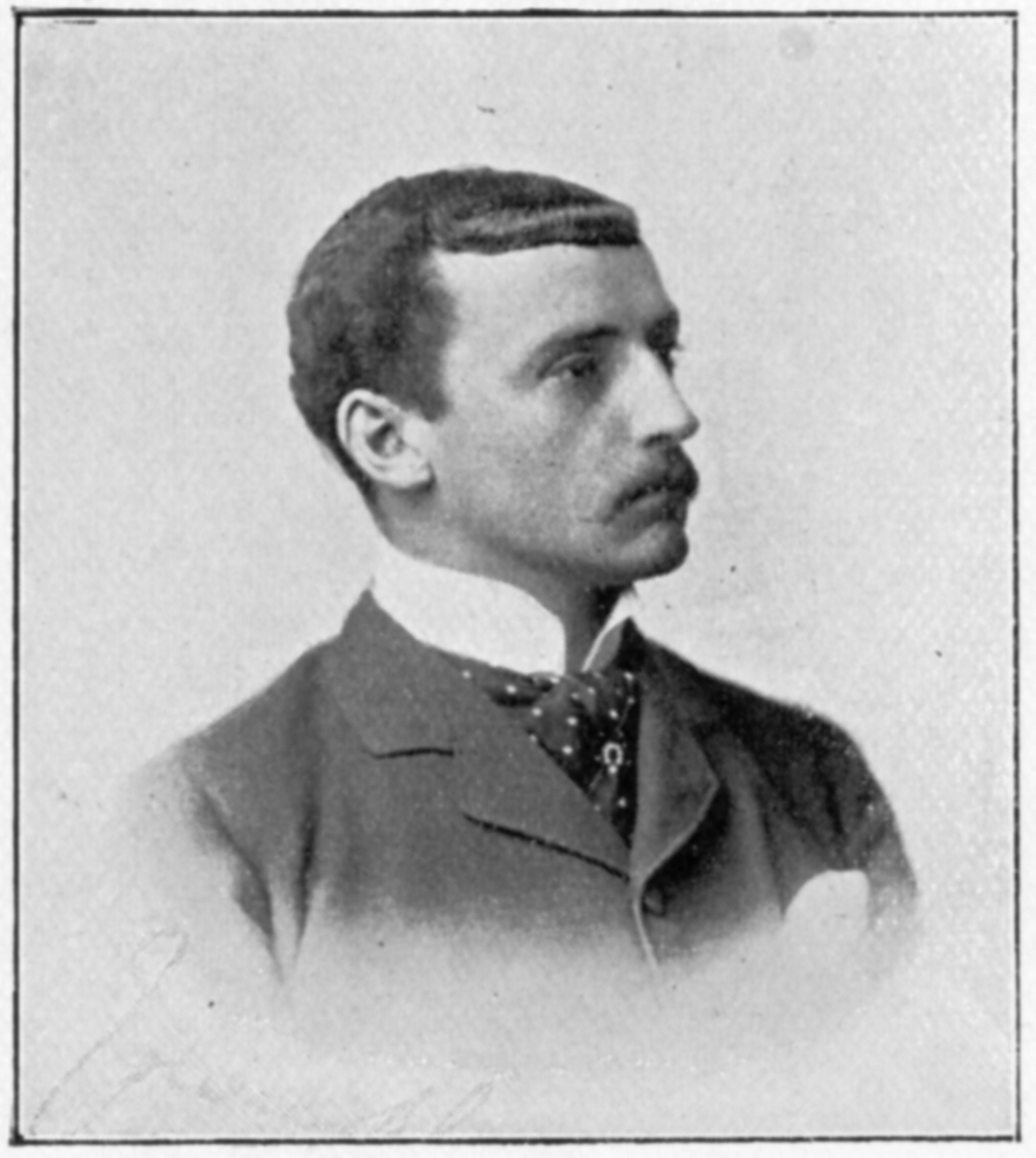
Johannes Hermanus Barend Koekkoek (1840–1912)

- Koekkoek, Louise Hermina Carry May (1898–1989), niederländische Bildhauerin und Malerin
- Koekkoek, Maria Louise (1840–1910), deutsche Landschaftsmalerin
- Koekkoek, Marieke (* 1989), niederländische Politikerin
- Koekkoek, Marinus Adrianus der Ältere (1807–1868), niederländischer Landschafts- und Marinemaler
- Koekkoek, Marinus Adrianus der Jüngere (1873–1944), niederländischer Tiermaler und Zeichner
- Koekkoek, Pieter Hendrik (* 1843), niederländischer Landschaftsmaler
- Koekkoek, Rike (* 1960), deutsche Fußballspielerin
- Koekkoek, Slater (* 1994), kanadischer Eishockeyspieler
- Koekkoek, Stephen Robert (1887–1934), niederländischer Maler
- Koekkoek, Willem (1839–1895), niederländischer Landschafts- und Marinemaler
- Koekoek, Hendrik (1912–1987), niederländischer Politiker (Boerenpartij)

### Koel
- Koel, Ditmar († 1563), Bürgermeister von Hamburg
- Koel, Gerard (* 1941), niederländischer Radrennfahrer
- Koelbing, Huldrych M. (1923–2007), Schweizer Augenarzt und Medizinhistoriker
- Koelbl, Anton (* 1957), deutscher Schauspieler
- Koelbl, Herlinde (* 1939), deutsche Fotografin und FotojournalistinHerlinde Koelbl (* 1939)

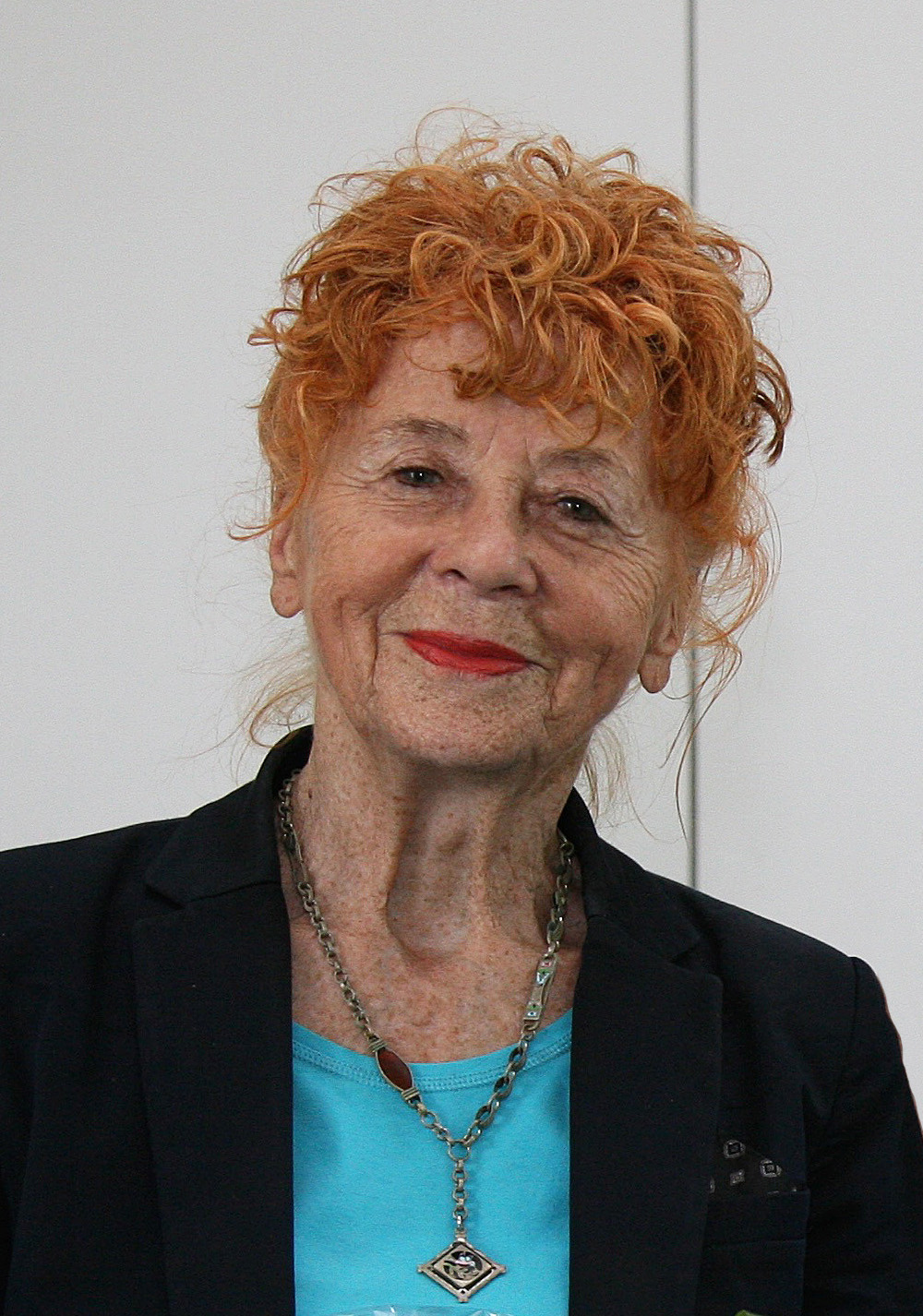
Herlinde Koelbl (* 1939)

- Koelbl, Susanne (* 1965), deutsche Journalistin und Autorin
- Koelblin, Hermann (1873–1943), deutscher Jurist, Verleger und Politiker
- Koelen, Dorothea van der (* 1960), deutsche Galerist
- Koeler, Georg Ludwig (1764–1807), deutscher Botaniker
- Koeler, Julius Friedrich (1804–1847), deutscher Ingenieur, Offizier und Architekt
- Koelewijn, Peter (* 1940), niederländischer Sänger, Musikproduzent und Radio-DJ
- Koelhoff, Johann der Ältere († 1493), deutscher Drucker und Verleger der Inkunabelzeit
- Koelhoff, Johann der Jüngere, deutscher Drucker und Verleger der Inkunabelzeit
- Koell, Johann († 1540), estnischer Geistlicher und Übersetzer
- Koella, Alfred (1913–2007), Schweizer Grafiker, Zeichner, Illustrator, Lithograf, Plakatkünstler und Kunstlehrer
- Koella, Freddy (* 1958), französischer Gitarrist und Violinist
- Koella, Rudolf (* 1942), Schweizer Kunsthistoriker, Ausstellungskurator, Kunstberater und Publizist
- Koelle, Fritz (1895–1953), deutscher Bildhauer
- Koelle, Heinz Hermann (1925–2011), deutsch-amerikanischer Raketentechniker
- Koelle, Robert (1844–1926), deutscher Bankier und Politiker
- Koelle, Sigismund Wilhelm (1820–1902), deutscher Missionar und Sprachforscher
- Koelle-Karmann, Elisabeth (1890–1974), deutsche Malerin
- Koeller, Leonhard von (1831–1915), preußischer Generalleutnant und Kommandeur der 9. Division
- Koelliker, Albert von (1817–1905), Schweizer Anatom und PhysiologeAlbert von Koelliker (1817–1905)

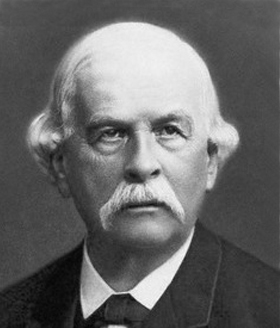
Albert von Koelliker (1817–1905)

- Koellmann, Hans P. (1908–1992), deutscher Architekt und Hochschullehrer
- Koellner, August (1813–1906), deutschamerikanischer Maler, Zeichner, Lithograf, Radierer, Kupferstecher und Drucker
- Koellner, Erich (1884–1918), deutscher Kapitänleutnant der Kaiserlichen Marine
- Koellreuter, Isabel (* 1974), Schweizer Historikerin und Politikerin
- Koellreutter, Hans-Joachim (1915–2005), deutsch-brasilianischer Komponist, Flötist, Dirigent und Musikpädagoge
- Koellreutter, Otto (1883–1972), deutscher Rechtswissenschaftler
- Koelman, Johan Philip (1818–1893), niederländischer Porträt- und Genremaler, Lithograf und Bildhauer sowie Kunstkritiker und Kunstpädagoge
- Koelman, Rudolf (* 1959), niederländischer Geiger
- Koelner, Paul (1878–1960), Schweizer Pädagoge und Historiker
- Koelsch, Adolf (1879–1948), Schweizer Biologe und Schriftsteller
- Koelsch, C. Frederick (1907–1999), US-amerikanischer Chemiker
- Koelsch, Franz (1876–1970), deutscher Arbeitsmediziner
- Koelsch, John Kelvin (1923–1951), US-amerikanischer Soldat und Rettungspilot
- Koelsch, Kurt August (1910–1984), deutscher Internist
- Koelte, Hermannus († 1610), deutscher Priester, Abt des Klosters Marienfeld
- Koeltz, Louis (1884–1970), französischer Offizier, zuletzt Generalleutnant
- Koeltze, Friedrich (1852–1939), deutscher Politiker und Oberbürgermeister von Spandau
- Koelwel, Eduard (1882–1966), deutscher Maler und Autor
- Koelz, Johannes Matthaeus (1895–1971), deutsch-britischer Künstler
- Koelz, Walter Norman (1895–1989), US-amerikanischer Naturforscher und Anthropologe
- Koelzer, Dietmar (* 1950), deutscher Kameramann

### Koem
- Koeman, Cornelis (1918–2006), niederländischer geodätischer Ingenieur und Kartograf
- Koeman, Erwin (* 1961), niederländischer Fußballspieler und -trainer
- Koeman, Mariëlle (* 1966), niederländische Jazz- und Weltmusiksängerin
- Koeman, Martin (1938–2013), niederländischer Fußballspieler
- Koeman, Ronald (* 1963), niederländischer Fußballspieler und -trainerRonald Koeman (* 1963)

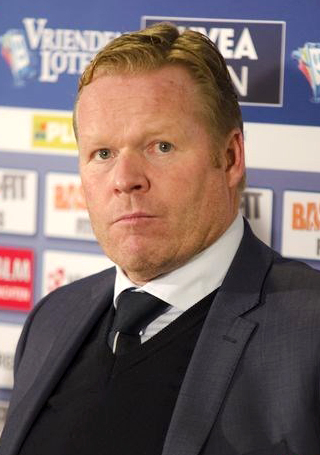
Ronald Koeman (* 1963)

- Koemmet, Jan (* 1961), deutscher Hard-Rock-, Heavy-Metal-Gitarrist und internationaler Designer

### Koen
- Koen, Erwin (* 1978), niederländischer Fußballspieler
- Koen, Mirjam (* 1948), niederländische Regisseurin, Theaterleiterin und Schauspielerin
- Koen, Raymond (* 1981), niederländischer Leichtathlet
- Koen-Sarano, Matilda (1939–2024), italienisch-israelische sephardische Schriftstellerin
- Koenderink, Jan (* 1943), niederländischer Physiker und Mathematiker
- Koenders, Axel (* 1959), niederländischer Triathlet
- Koenders, Bert (* 1958), niederländischer Politiker der Partij van de Arbeid
- Koenders, Milano (* 1986), niederländischer Fußballspieler
- Koene, Francis (1899–1935), niederländischer Violinist
- Koene, Net (* 1946), niederländische Linguistin und Philosophin
- Koenecke, Fritz (1899–1979), deutscher Manager
- Koenekamp, Fred J. (1922–2017), US-amerikanischer Kameramann
- Koenekamp, Hans F. (1891–1992), US-amerikanischer Spezialeffektkünstler und Kameramann
- Koenemann, Carl Wilhelm († 1890), deutscher Porträtmaler
- Koenemann, Edwin (1883–1960), deutscher Schriftsteller, Gebrauchsgrafiker, Chronist und Gästeführer der Künstlerkolonie Worpswede
- Koenemann, Hermann (1871–1934), deutscher Maler, Illustrator, Lithograf
- Koenemann, Johann Julius von (1752–1826), deutscher Jurist und Oberamtmann
- Koenen, Adolf von (1837–1915), deutscher Geologe und Paläontologe
- Koenen, Anne (* 1953), deutsche Amerikanistin
- Koenen, Bernard (1889–1964), deutscher Politiker (SPD, USPD, KPD), MdV
- Koenen, Carl (1872–1959), deutscher Unternehmer
- Koenen, Constantin (1854–1929), deutscher Provinzialrömischer Archäologe
- Koenen, Dirk (* 1960), deutscher Fußballspieler
- Koenen, Frieda (1890–1968), deutsche Politikerin (KPD, SED)
- Koenen, Friedrich (1829–1887), deutscher Domkapellmeister und Komponist
- Koenen, Friedrich von (1836–1899), deutscher Politiker
- Koenen, Friedrich Wilhelm von († 1720), königlich preußischer Oberst, Chef des Infanterie-Regiments Nr. 15, Freiherr von Zegenwerp
- Koenen, Fritz (1895–1978), deutscher Zoologe und Kunstmaler
- Koenen, Gerd (* 1944), deutscher Publizist und freier HistorikerGerd Koenen (* 1944)

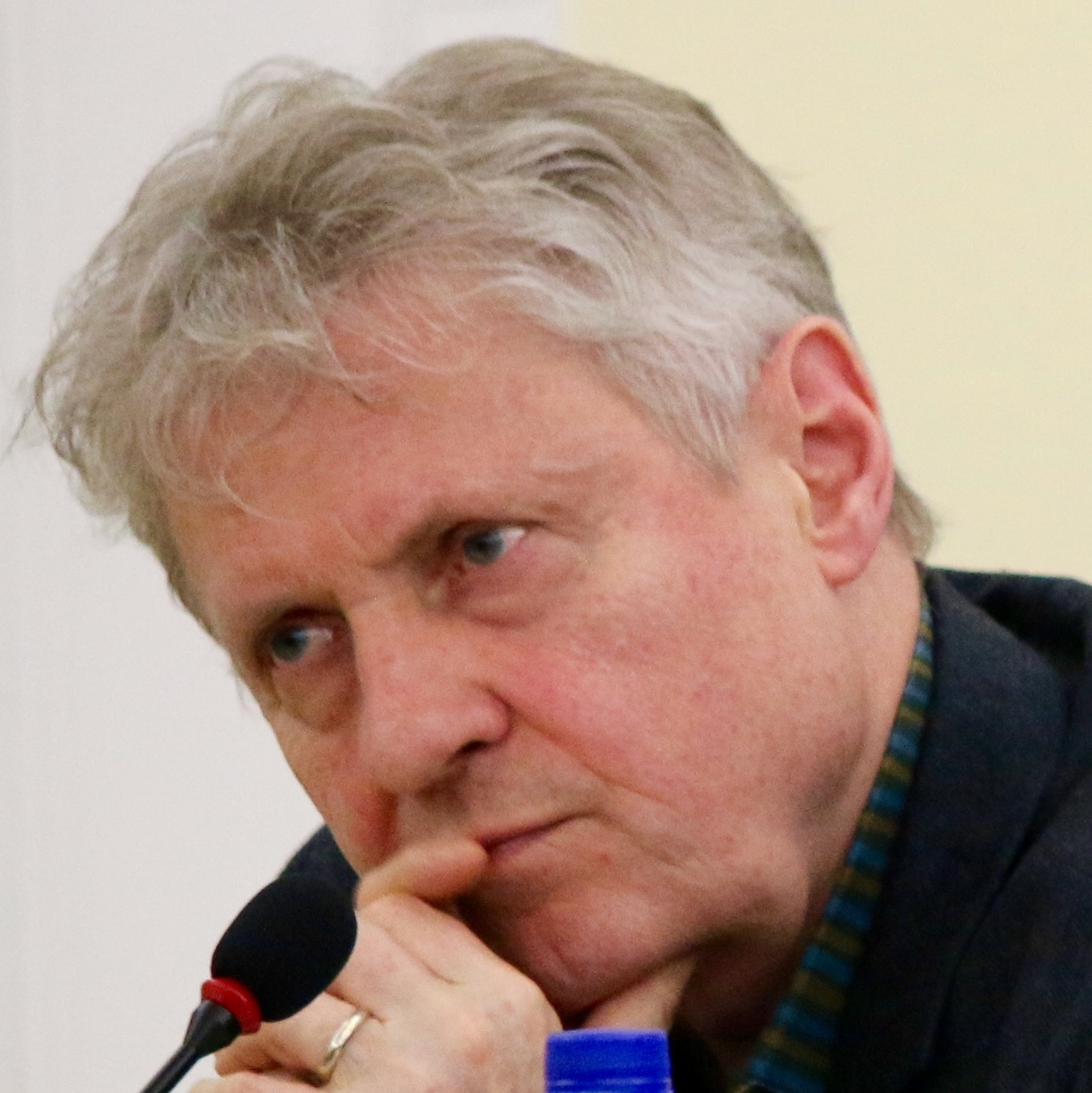
Gerd Koenen (* 1944)

- Koenen, Heinrich (1910–1945), deutscher Widerstandskämpfer und Agent des Militärnachrichtendienstes GRU
- Koenen, Hermann (1922–1978), deutscher Politiker (SPD)
- Koenen, Hugo (1874–1960), deutscher Zeitungsverleger
- Koenen, Jakob (1907–1974), deutscher Politiker (SPD), MdB
- Koenen, Joannes Henricus Maria (1893–1956), niederländischer Neurologe
- Koenen, Johann (1727–1805), deutscher Jurist
- Koenen, Johann Friedrich von (1767–1810), deutscher Verwaltungsjurist, preußischer General-Auditeur und Kammergerichtspräsident
- Koenen, Klaus (* 1956), deutscher protestantischer Theologe und Alttestamentler
- Koenen, Ludwig (1931–2023), US-amerikanischer Altphilologe und Papyrologe deutscher Herkunft
- Koenen, Mathias (1849–1924), deutscher Bauingenieur, Begründer der Eisen- bzw. Stahlbetonbauweise und „geistiger Vater des deutschen Eisenbetonbaus“
- Koenen, Theo (1890–1964), deutscher Fußballspieler
- Koenen, Viktor (1920–1942), deutscher Widerstandskämpfer gegen den Nationalsozialismus
- Koenen, Wilhelm (1886–1963), deutscher Politiker (SPD, KPD, SED), MdR, MdV
- Koenenkamp, Reinhold (1883–1962), deutscher Konzertsänger, Chorleiter, Gesangslehrer, Musikkritiker und Komponist
- Koenenkamp, Wilhelm (1859–1941), deutscher Kaufmann und Politiker
- Koenig, Alexander (1858–1940), deutscher Zoologe und MuseumsgründerAlexander Koenig (1858–1940)

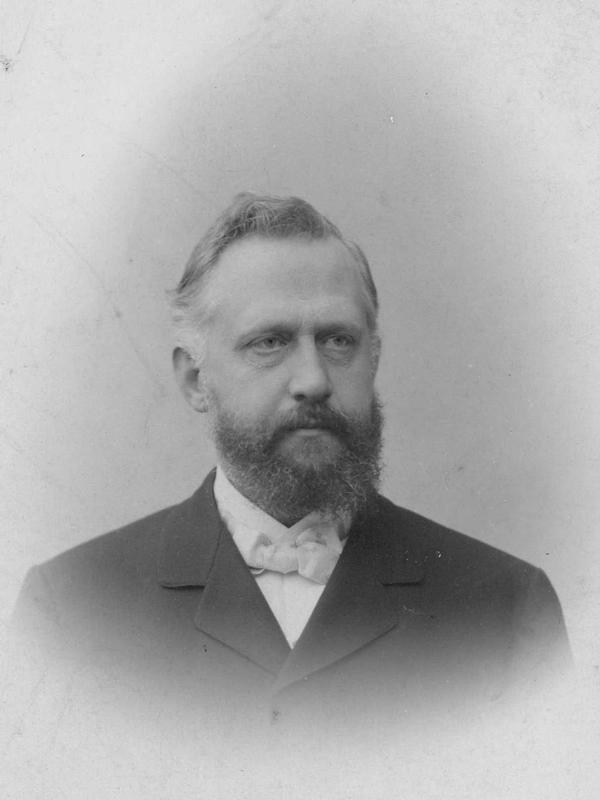
Alexander Koenig (1858–1940)

- Koenig, Alma Johanna (1887–1942), österreichische Lyrikerin und Erzählerin jüdischer Konfession
- Koenig, Andrew (1968–2010), US-amerikanischer Schauspieler, Filmeditor, Drehbuchautor und Filmregisseur
- Koenig, Artur (* 1884), deutscher Politiker (SPD, KPD), MdR
- Koenig, Christian (* 1961), deutscher Rechtswissenschaftler und Professor
- Koenig, Dani (* 1965), Schweizer DJ und Musikproduzent im Bereich House
- Koenig, David (* 1974), deutscher Fotograf
- Koenig, Ezra (* 1984), US-amerikanischer Sänger
- Koenig, Friedrich (1774–1833), deutscher Buchdrucker, Erfinder und Unternehmer
- Koenig, Friedrich von (1829–1924), deutscher Unternehmer
- Koenig, Fritz (1924–2017), deutscher BildhauerFritz Koenig (1924–2017)

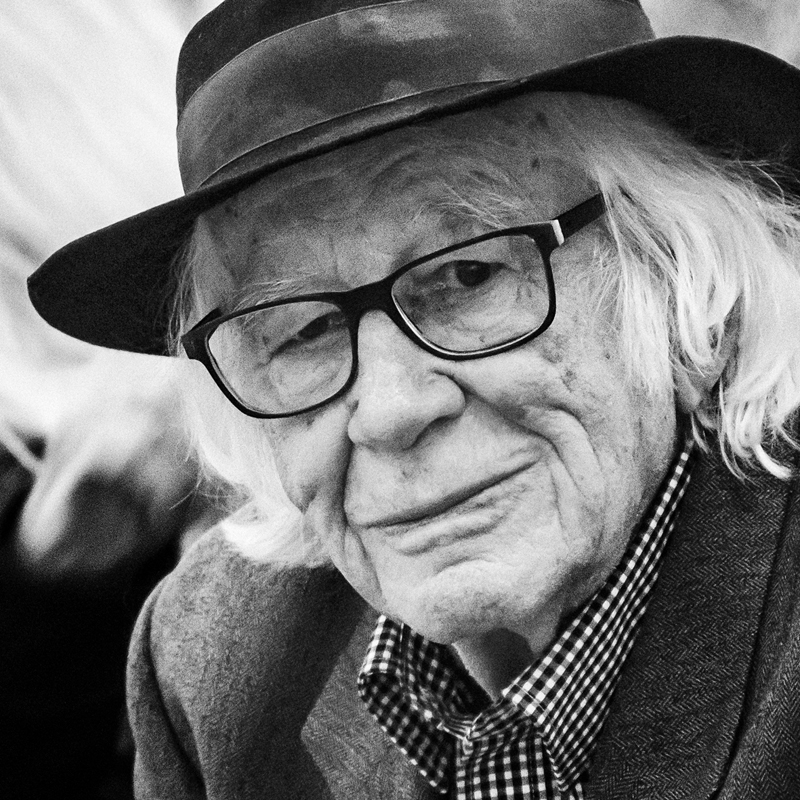
Fritz Koenig (1924–2017)

- Koenig, Gaspard (* 1982), französischer Essayist, Romanautor und Philosoph
- Koenig, George (1911–1999), US-amerikanischer Jazzmusiker
- Koenig, Gottfried Michael (1926–2021), deutscher Komponist
- Koenig, Günther (1940–2022), deutscher Diplomat
- Koenig, Hermann (1818–1857), deutscher Kornett-Virtuose, Komponist und Metallblasinstrumentenmacher
- Koenig, Hermann (1883–1961), deutscher Landschaftsarchitekt
- Koenig, Hertha (1884–1976), deutsche Schriftstellerin, Lyrikerin der Moderne
- Koenig, John (1910–1963), US-amerikanischer Leutnant der Army, einmaliger Szenenbildner, Oscarnominierter
- Koenig, John M. (* 1958), US-amerikanischer Botschafter
- Koenig, John-Franklin (1924–2008), US-amerikanischer Maler und Collagekünstler
- Koenig, Joseph (1907–1997), deutscher Diplomat und Journalist
- Koenig, Julian (* 1985), deutscher Neurowissenschaftler
- Koenig, Julian W. (* 1967), deutscher Theaterschauspieler und Regisseur
- Koenig, Klaus (* 1936), deutscher Jazzmusiker und Tonmeister
- Koenig, Laird (1927–2023), US-amerikanischer Schriftsteller und Drehbuchautor
- Koenig, Leopold (1821–1903), deutscher Unternehmer
- Koenig, Lester (1918–1977), US-amerikanischer Musikproduzent
- Koenig, Lia (* 1929), israelische Schauspielerin
- Koenig, Matthias (* 1971), deutscher Soziologe
- Koenig, Oliver (* 1981), deutscher Leichtathlet
- Koenig, Otto (1914–1992), österreichischer Verhaltensforscher, Zoologe und Publizist
- Koenig, Otto Martin Julius (1881–1955), österreichischer Pädagoge, Wissenschaftler und Schriftsteller
- Koenig, Paul (1881–1954), deutscher Tabakforscher
- Koenig, Peter (* 1947), britischer Geldexperte
- Koenig, Peter-Michael (1935–2007), deutscher Politiker (CDU), MdB
- Kœnig, Pierre (1898–1970), französischer General
- Koenig, Pierre (1925–2004), US-amerikanischer Architekt
- Koenig, Robbie (* 1971), südafrikanischer Tennisspieler
- Koenig, Robert (1828–1900), deutscher Lehrer, Schriftsteller und Zeitschriftenredakteur
- Koenig, Rudolph (1832–1901), deutscher Akustiker
- Koenig, Samuel S. (1872–1955), US-amerikanischer Jurist und Politiker
- Koenig, Sarah (* 1969), US-amerikanische Journalistin, Kolumnistin, Hörfunk- und Podcast-Moderatorin
- Koenig, Stephanie (* 1987), US-amerikanische Schauspielerin
- Koenig, Sven (* 1964), deutscher Informatiker
- Koenig, Walter (* 1936), US-amerikanischer SchauspielerWalter Koenig (* 1936)

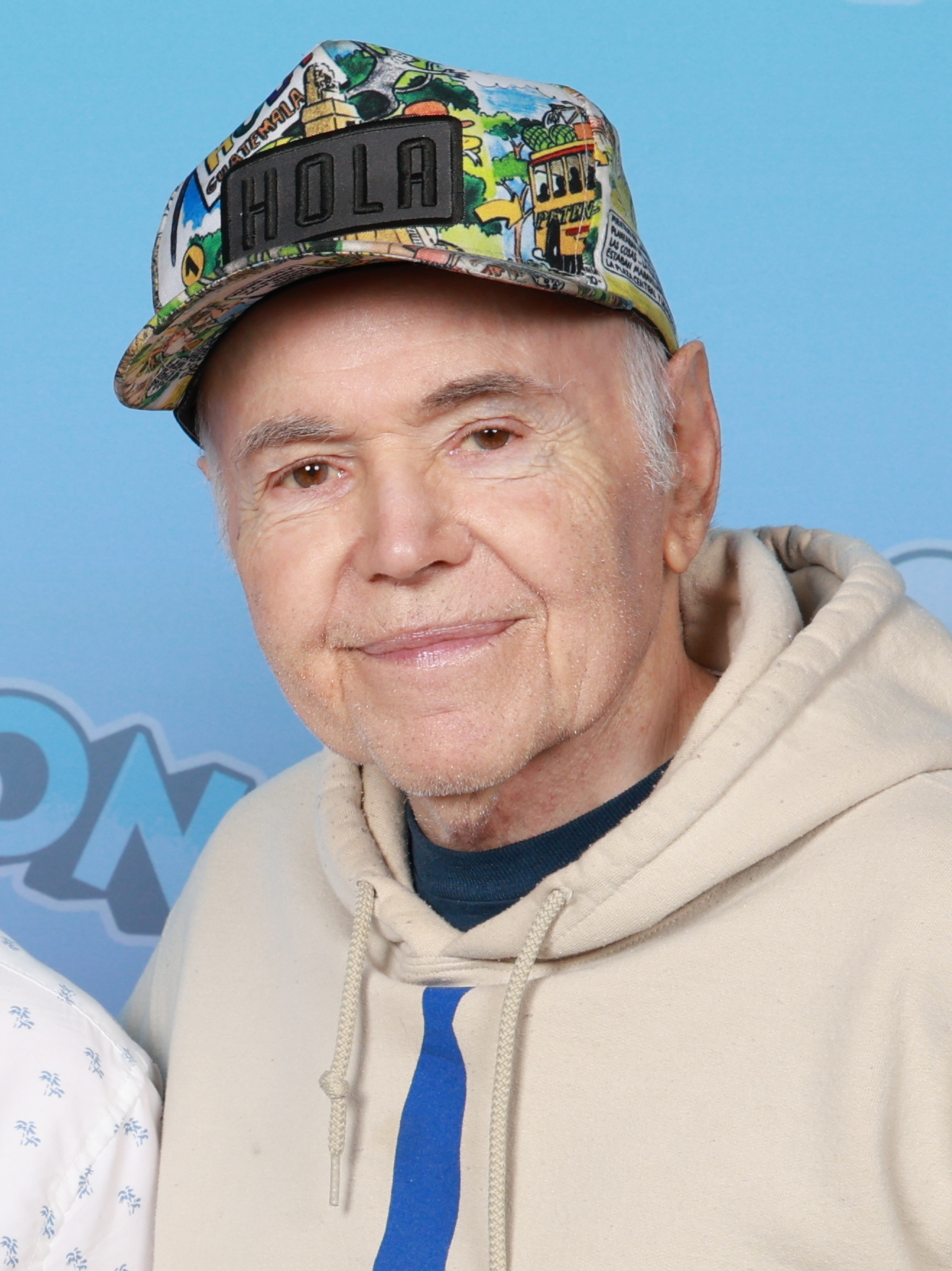
Walter Koenig (* 1936)

- Koenig, Walther (1860–1922), deutscher Jurist, Politiker und Landrat des Landkreises Zell
- Koenig, Werner (1963–2000), deutscher Filmproduzent und Vorstandsvorsitzender der Helkon Media AG
- Koenig, Wilhelm (1826–1894), deutscher Erfinder
- Koenig, Wilhelm (1902–1972), deutscher Politiker (LDP), MdL Thüringen
- Koenig, William (* 1956), US-amerikanischer Geistlicher, römisch-katholischer Bischof von Wilmington
- Koenig, Wolf (1927–2014), deutsch-kanadischer Filmregisseur, Produzent, Kameramann und Animator
- Koenig, Wolfgang (* 1949), deutscher Kardiologie
- Koenig, Yvonne (* 1987), deutsche Motorbootsportlerin
- Koenig-Fachsenfeld, Reinhard von (1899–1992), deutscher Ingenieur, Erfinder, Automobil- und Motorradrennfahrer
- Koenig-Warthausen, Friedrich Karl von (1906–1986), deutscher Pilot und Gutsherr
- Koenige, Heinrich (1852–1935), deutscher Jurist, Senatspräsident am Reichsgericht
- Koeniger, Albert Michael (1874–1950), deutscher Kirchenhistoriker und Kanonist
- Koeniger, Fritz A. (1910–1990), deutscher Autor und Lyriker
- Koeniger, Walther (1880–1964), deutscher Ingenieur und Hochschullehrer
- Koenigs, Elise (1848–1932), deutsche Mäzenin
- Koenigs, Ernst Friedrich Wilhelm (1843–1904), deutscher Bankier und Kunstmäzen
- Koenigs, Felix (1846–1900), deutscher Kunstsammler und Bankier
- Koenigs, Folkmar (1916–2009), deutscher Jurist
- Koenigs, Franz (1881–1941), deutsch-niederländischer Bankier und Kunstsammler
- Koenigs, Franz Wilhelm (1819–1882), deutscher Kaufmann und Unternehmer
- Koenigs, Gabriel (1858–1931), französischer Mathematiker
- Koenigs, Gustav (1882–1945), deutscher Verwaltungsjurist und Staatssekretär
- Koenigs, Karl Anton (* 1979), deutscher Fotograf und Künstler
- Koenigs, Lothar (* 1965), deutscher Dirigent
- Koenigs, Richard (1853–1921), deutscher Verwaltungsjurist
- Koenigs, Tom (* 1944), deutscher Politiker (Bündnis 90/Die Grünen), MdBTom Koenigs (* 1944)

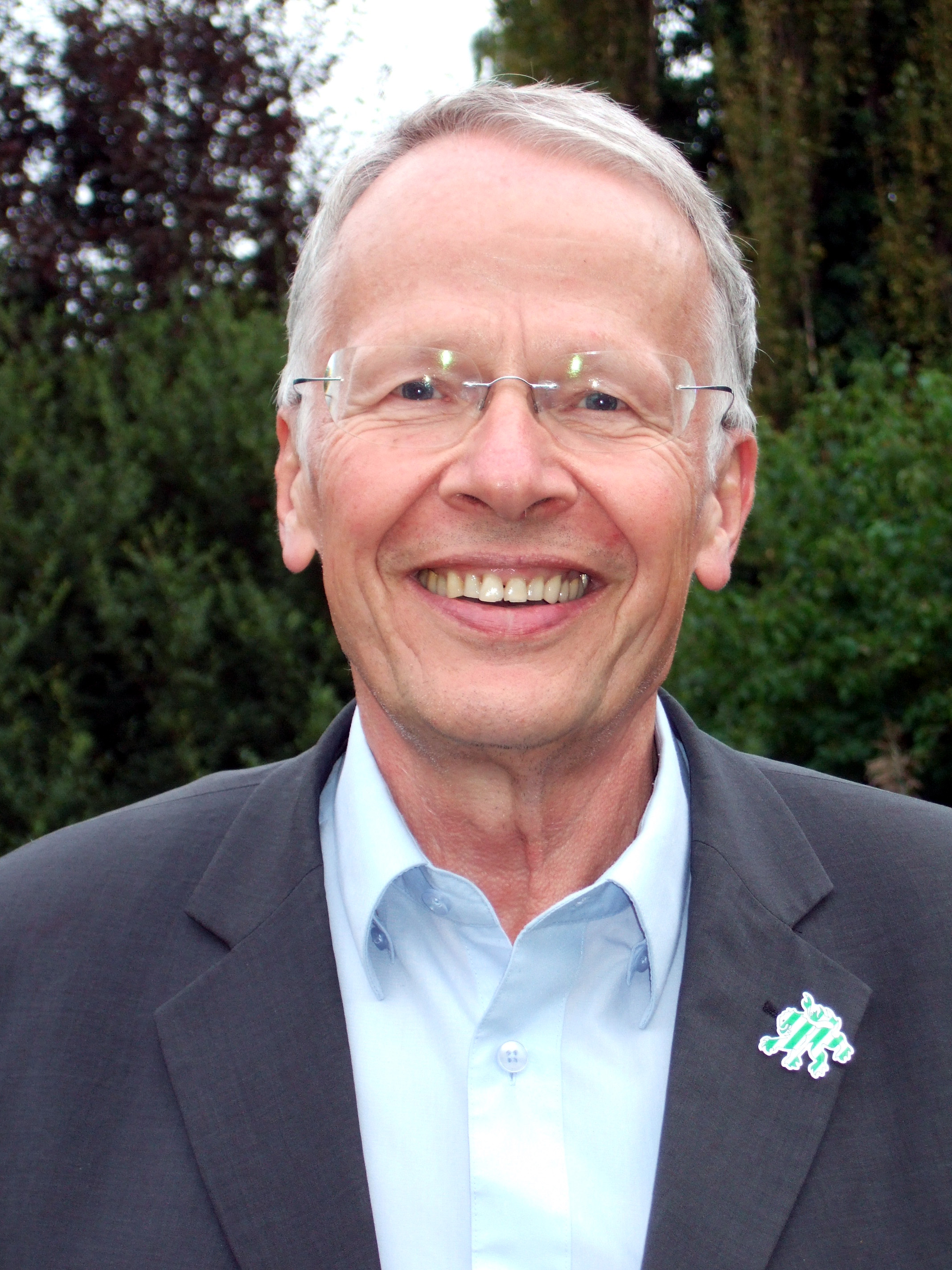
Tom Koenigs (* 1944)

- Koenigs, Wilhelm (1851–1906), deutscher Chemiker und Hochschullehrer
- Koenigs, Wolf (1942–2024), deutscher Bauforscher und Denkmalpfleger
- Koenigsbeck, Max (* 1835), deutscher Lehrer und Gymnasialdirektor in Westpreußen
- Koenigsberger, Helmut Georg (1918–2014), deutsch-britischer Historiker
- Koenigsberger, Johann (1874–1946), deutscher Physiker, Mineraloge und Mitglied des badischen Landtages
- Koenigsberger, Leo (1837–1921), deutscher Mathematiker und Hochschullehrer
- Koenigsegg, Christian von (* 1972), schwedischer Designer und Gründer des Automobilherstellers KoenigseggChristian von Koenigsegg (* 1972)

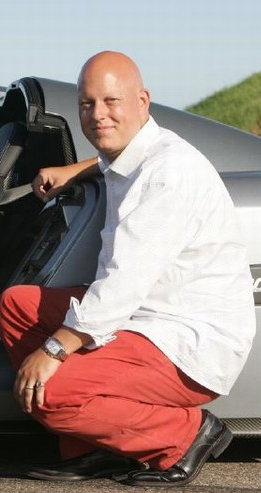
Christian von Koenigsegg (* 1972)

- Koenigsgarten, Hugo F. (1904–1975), österreichischer Autor, Journalist, Librettist und Dozent
- Koenigsmann, Jochen, deutscher Mathematiker
- Koenigsmarck, Arndt von (* 1970), deutscher Autor
- Koenigsmarck, Diethard von (1923–2010), deutscher Unternehmer
- Koenigsmark, Alex (1944–2013), tschechischer Schriftsteller, Dramatiker und Drehbuchautor
- Koenigswald, Gustav Heinrich Ralph von (1902–1982), deutsch-niederländischer Paläoanthropologe und Geologe
- Koenigswald, Harald von (1906–1971), deutscher Schriftsteller
- Koenigswald, Wighart von (* 1941), deutscher Paläontologe
- Koenigswarter, Pannonica de (1913–1988), britische Jazzmäzenin
- Koening, Theo (1926–2010), deutscher Ordensbruder und Missionar
- Koeninger, Lukas (* 1989), österreichischer Rock’n’Roll-, Boogie-Woogie- und Blues-Pianist
- Koennecke, Christian Friedrich (1876–1960), deutscher Komponist
- Koennecke, Günther (1924–2003), deutscher Bauunternehmer
- Koennecke, Hans (1896–1936), deutscher Offizier, Sportfunktionär und Politiker (DNVP), MdL
- Koennecke, Walter (1887–1951), deutscher Mediziner
- Koennemann, Miloslaw (1826–1890), böhmisch-deutscher Kapellmeister, Orchesterleiter und Komponist
- Koenneritz, Karl von (1865–1926), sächsischer Generalmajor
- Koenneritz, Leo von (1862–1918), sächsischer Oberst, Schriftsteller und Aktivist
- Koens, Enne (* 1974), niederländische Autorin
- Koenuma, Nobutsugu (1908–1946), japanischer Arzt in Deutschland

### Koep
- Koep, Christina (* 1993), deutsche Radrennfahrerin
- Koep, Hinrich († 1586), Hamburger Oberalter
- Koep, Johann († 1611), Hamburger Oberalter
- Koep, Johann (1705–1777), deutscher Kaufmann und Hamburger Oberalter
- Koep, Leo (1914–1964), deutscher Kirchenhistoriker, Patrologe, Pastoraltheologe und Liturgiewissenschaftler
- Koep, Thomas (* 1990), deutscher Radsportler
- Koep, Wilhelm (1905–1999), deutscher Architekt
- Koepchen, Arthur (1878–1954), deutscher Manager, technischer Vorstand des RWE
- Koepchen, Hans (1911–1955), deutscher Maschinenbau-Ingenieur und Wirtschaftsmanager
- Koepchen, Hans-Peter (1939–1999), deutscher Tourenwagenpilot und BMW-Tuner
- Koepcke, Claus (1831–1911), deutscher Ingenieur und Professor
- Koepcke, Hans-Wilhelm (1914–2000), deutscher Ornithologe und Herpetologe
- Koepcke, Juliane (* 1954), deutsch-peruanische BiologinJuliane Koepcke (* 1954)

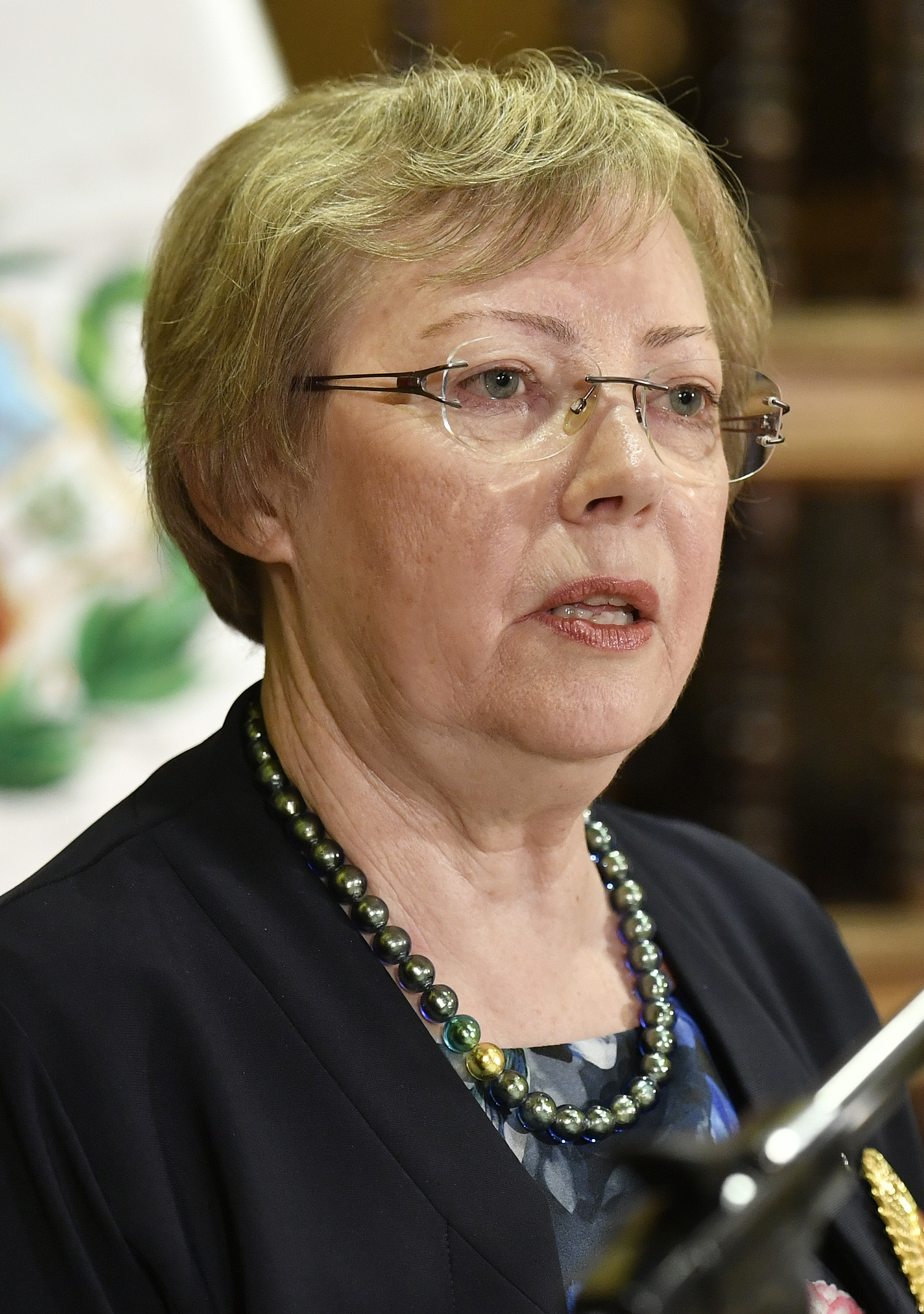
Juliane Koepcke (* 1954)

- Koepcke, Maria (1924–1971), deutsch-peruanische Ornithologin
- Koepcke, Werner (1912–1976), deutscher Bauingenieur
- Koepe, Carl Friedrich (1835–1922), deutscher Konstrukteur und Bergbau-Manager, Pionier der Bergbau-Fördertechnik
- Koepf, Hans (1916–1994), deutscher Architektur- und Kunsthistoriker
- Koepfer, Dominik (* 1994), deutscher Tennisspieler
- Koepka, Brooks (* 1990), amerikanischer Golfsportler
- Koepke, Robert (1893–1968), deutscher Maler und Grafiker
- Koepp, David (* 1963), US-amerikanischer Drehbuchautor
- Koepp, Friedrich (1860–1944), deutscher Archäologe
- Koepp, Jean-Pierre (1934–2010), luxemburgischer Geschäftsmann und Politiker, Mitglied der Chambre
- Koepp, Juliane (* 1969), deutsche Dramaturgin
- Koepp, Rudolph (1830–1897), deutscher Chemiker, Unternehmer und Politiker (FVg), MdR
- Koepp, Volker (* 1944), deutscher Regisseur für Dokumentarfilme
- Koepp, Wilhelm (1885–1965), deutscher Theologe und Hochschullehrer
- Koepp-Susemihl, Martha (1872–1936), deutsche Malerin
- Koeppe, Hans (1867–1939), deutscher Hämatologe und Pädiater
- Koeppe, Moritz (1832–1879), deutscher Psychiater
- Koeppe, Sigrun (* 1936), deutsche Filmregisseurin und Kamerafrau
- Koeppel, Emil (1852–1917), deutscher Anglist und Hochschullehrer
- Koeppel, Emmy (1850–1916), deutsche Autorin
- Koeppel, Gerhard (1936–2012), deutscher Klassischer Archäologe
- Koeppel, Matthias (* 1937), deutscher Maler und DichterMatthias Koeppel (* 1937)

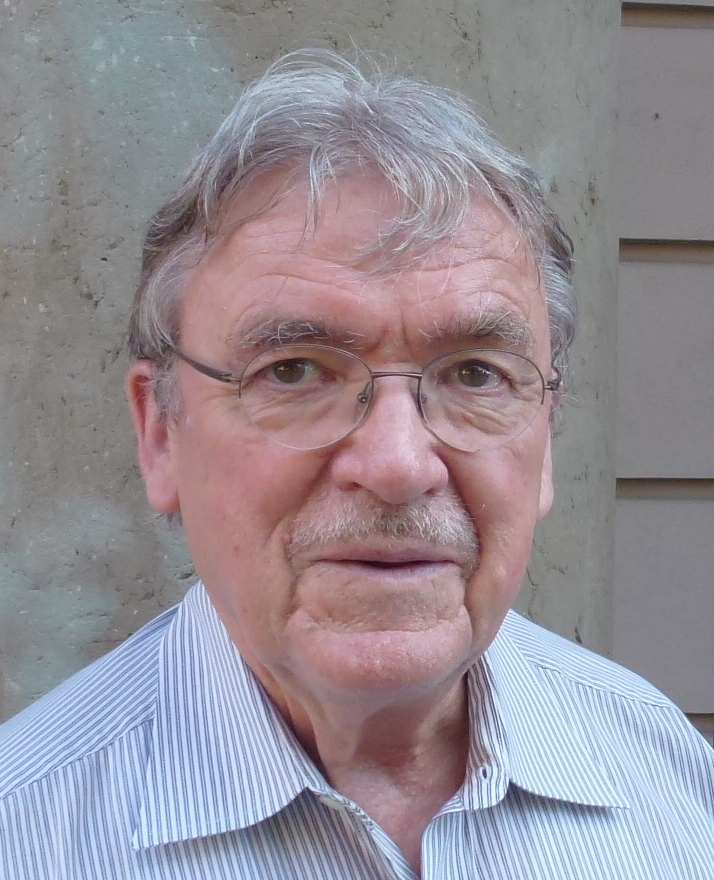
Matthias Koeppel (* 1937)

- Koeppel, Reinhold (1887–1950), deutscher Maler
- Koeppen, Adolf Otto (1902–1972), deutscher Maler, Grafiker und Karikaturist
- Koeppen, Albert (1822–1898), deutscher Rechtswissenschaftler, Rechtshistoriker und Hochschullehrer
- Koeppen, Andreas (* 1961), deutscher Politiker (SPD), Bürgermeister von Itzehoe
- Koeppen, Anne-Marie (1899–1940), deutsche Schriftstellerin und NS-Funktionärin
- Koeppen, Arndt (1947–2018), deutscher Jurist, Thüringer Staatssekretär (CDU)
- Koeppen, Arnold (1875–1940), deutscher Lehrer und Schriftsteller
- Koeppen, Carl (1844–1930), deutscher Bauunternehmer
- Koeppen, Hans (1876–1948), deutscher Generalmajor der Luftwaffe im Zweiten Weltkrieg
- Koeppen, Hans (1913–1977), deutscher Historiker und Archivar
- Koeppen, Heinrich (1890–1939), deutscher Obersturmbannführer der Waffen-SS und erster Kommandant der Radolfzeller SS-Kaserne
- Koeppen, Jens (* 1962), deutscher Politiker (CDU), MdB
- Koeppen, Martina (* 1967), deutsche Politikerin (SPD), MdHB
- Koeppen, Walter (1877–1933), deutscher Architekt und Baubeamter
- Koeppen, Werner (1910–1994), deutscher SA-Standartenführer
- Koeppen, Wolfgang (1906–1996), deutscher Schriftsteller
- Koeppern, Hans Maximilian von (1735–1805), preußischer Generalmajor und zuletzt Kommandanten von Danzig
- Koepplin, Dieter (* 1936), schweizerischer Kunsthistoriker
- Koepsel, Adolf (1856–1933), deutscher Physiker
- Koepsel, Lars (* 1964), deutscher bildender Künstler
- Koepsell, Philipp Khabo (* 1980), afrodeutscher Spoken-Word-Performer, Dramaturg und Herausgeber

### Koer
- Koerbagh, Adriaan (1633–1669), niederländischer Religionskritiker
- Koerbecke, Johann († 1491), westfälischer Maler der Spätgotik
- Koerbel, Willi Friedrich (1910–2000), deutscher Journalist und Autor
- Koerber, Adolf Viktor von (1891–1969), deutscher völkischer Schriftsteller
- Koerber, Adolph von (1817–1895), preußischer Generallandschaftsdirektor
- Koerber, Eberhard von (1938–2017), deutscher Manager
- Koerber, Edith, deutsche Schauspielerin, Regisseurin und Intendantin
- Koerber, Ernest von (1850–1919), österreichischer Politiker und MinisterpräsidentErnest von Koerber (1850–1919)

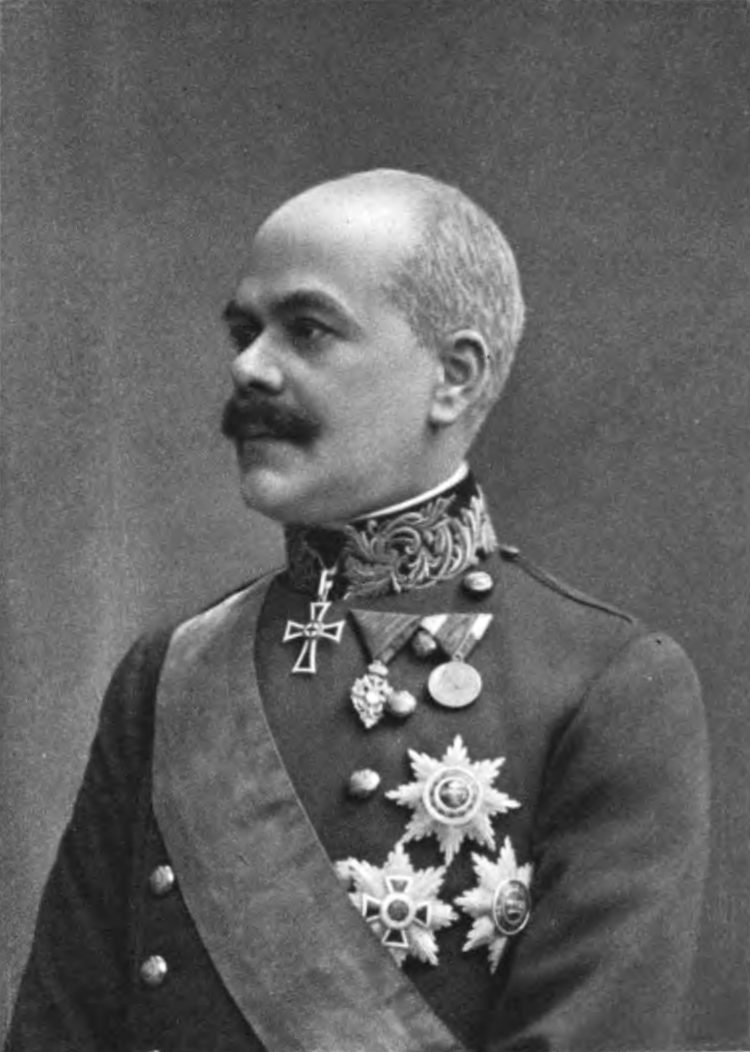
Ernest von Koerber (1850–1919)

- Koerber, Gerd von (1906–1983), deutscher Politiker (NSDAP), MdR
- Koerber, Ingo von (1890–1978), deutscher Politiker (LDPD), MdV
- Koerber, Joseph (* 1943), französischer römisch-katholischer Ordensgeistlicher, emeritierter Apostolischer Vikar von Makokou
- Koerber, Lenka von (1888–1958), deutsche Journalistin und Schriftstellerin
- Koerber, Victor von (1851–1918), preußischer Verwaltungsjurist und Landrat
- Koerbl, Gabriele (1948–2007), deutsche Bühnenbildnerin, Malerin und Grafikerin
- Koerbl, Jörg-Michael (* 1950), deutscher Schriftsteller, Dramaturg, Regisseur und Schauspieler
- Koerdt, Gunnar (* 1959), deutscher Politiker (CDU), Bürgermeister von Bedburg
- Koerdt, Volker (* 1954), deutscher Motorjournalist und Chefredakteur der Auto Zeitung
- Koerfer, Adrian (* 1955), Schweizer Verlagskaufmann und Kunstsammler
- Koerfer, Daniel (* 1955), deutscher Zeithistoriker und Manager
- Koerfer, Hanns (1909–1994), deutscher Architekt
- Koerfer, Jacob (1875–1930), deutscher Architekt
- Koerfer, Jacques (1902–1990), deutscher Unternehmer und Kunstsammler
- Koerfer, Thomas (* 1944), Schweizer Filmregisseur
- Koering, Joseph (* 1879), deutscher Politiker (KPD)
- Koern, August (1900–1989), estnischer Diplomat
- Koerner von Gustorf, Ernst (1932–1975), deutscher Chemiker und Hochschullehrer
- Koerner von Gustorf, Florian (* 1963), deutscher Musiker und Filmproduzent
- Koerner, Bernhard (1875–1952), deutscher Reichspräsidialrat und Genealoge
- Koerner, Christian (* 1966), deutscher SchauspielerChristian Koerner (* 1966)

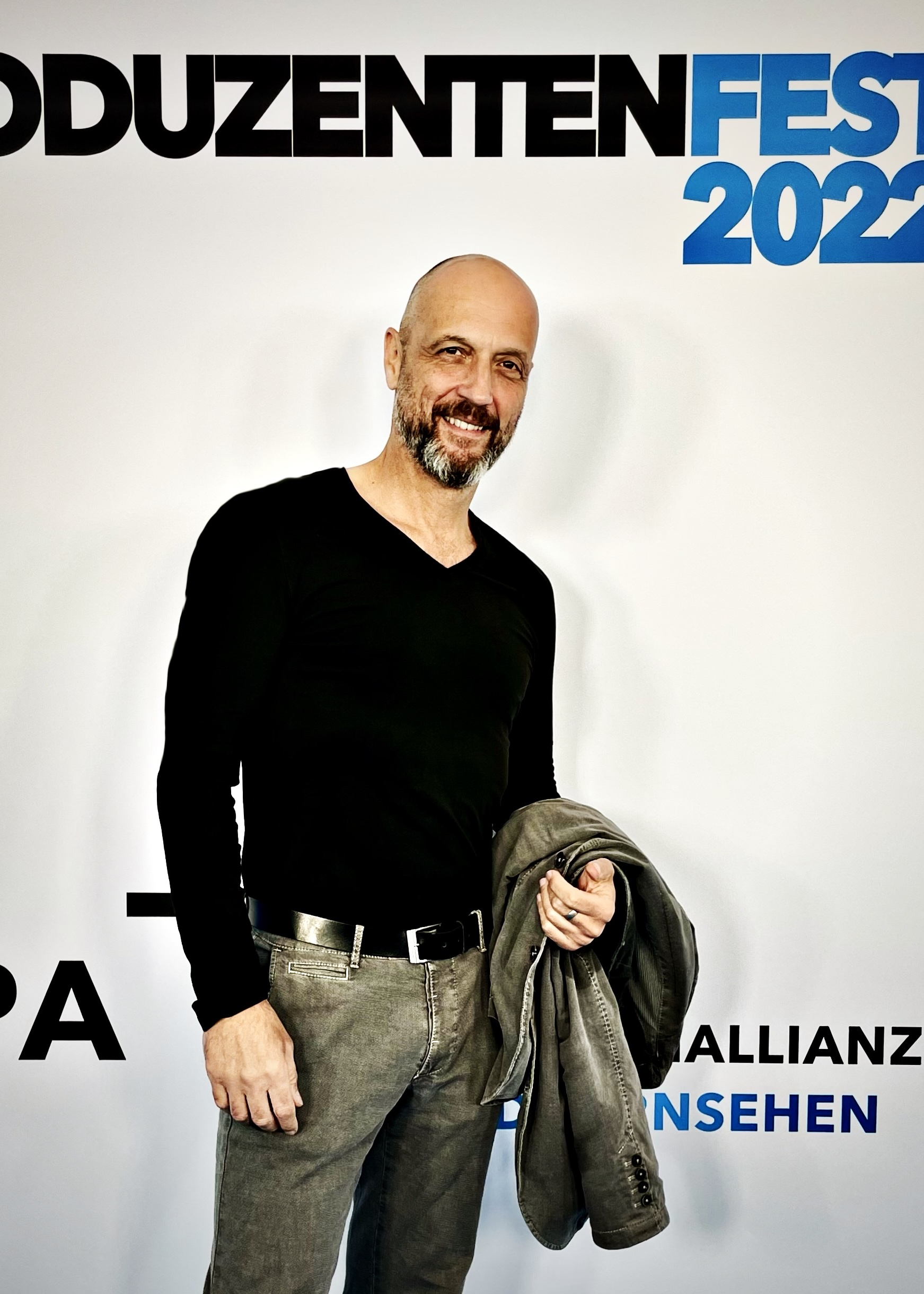
Christian Koerner (* 1966)

- Koerner, Eduard (1863–1933), tschechischer Politiker und Jurist
- Koerner, Ernst (1846–1927), deutscher Landschaftsmaler
- Koerner, Ernst von (1880–1968), deutscher Offizier, Militärhistoriker und Museumsleiter
- Koerner, Fritz (1893–1959), deutscher Hochschullehrer und Geograph
- Koerner, Henry (1915–1991), amerikanischer Maler und Grafikdesigner
- Koerner, John (1938–2024), US-amerikanischer Sänger, Gitarrist und Songwriter
- Koerner, Joseph (* 1958), US-amerikanischer Kunsthistoriker, Autor und Filmemacher
- Koerner, Paul von (1849–1930), deutscher Ministerialbeamter und Diplomat
- Koerner, Rebecca (* 2000), dänische Radrennfahrerin
- Koerner, Reinhard (1926–1987), deutscher Epigraphiker
- Koerner, Robert M. (1933–2019), US-amerikanischer Geotechniker
- Koernicke, Max (1874–1955), deutscher Agrikulturbotaniker
- Koerppen, Alfred (1926–2022), deutscher Komponist, Organist und Hochschullehrer
- Koerppen, Barbara (1930–2023), deutsche Geigerin und Hochschullehrerin
- Koerrenz, Ralf (* 1963), deutscher Erziehungswissenschaftler und Hochschullehrer
- Koers, Marko (* 1972), niederländischer Mittelstreckenläufer
- Koersen, Egbert (* 1950), niederländischer Radrennfahrer
- Koert, Ulrich (* 1961), deutscher Chemiker
- Koerten, Joanna (1650–1715), niederländische Scherenschnittkünstlerin
- Koertge, Noretta (* 1935), US-amerikanische Wissenschaftstheoretikerin, Hochschullehrerin und Autorin
- Koerting, Heinrich (1859–1890), deutscher Romanist
- Koerts, Jans (* 1969), niederländischer Radrennfahrer

### Koes
- Koës, Friedrich (1684–1766), deutscher Mathematiker
- Koës, Georg († 1811), dänischer Altphilologe
- Koesler, Siegfried (1937–2012), deutscher Kirchenmusiker und Domkapellmeister
- Koesno, Matthias (* 2006), singapurischer Fußballspieler
- Koessler, Hans (1853–1926), deutscher Komponist
- Koeßler, Paul (1896–1987), deutscher Maschinenbauer, Fahrzeugtechniker und Hochschullehrer
- Koesten, Laura, österreichische Informatikerin
- Koestenbaum, Wayne (* 1958), US-amerikanischer Autor
- Koester, Alexander (1864–1932), deutscher Maler
- Koester, Bob (1932–2021), amerikanischer Musikproduzent
- Koester, Christian Philipp (1784–1851), deutscher Maler und Restaurator
- Koester, Elsa (* 1984), deutsch-französische Journalistin und Autorin
- Koester, Hans von (1844–1928), deutscher GroßadmiralHans von Koester (1844–1928)

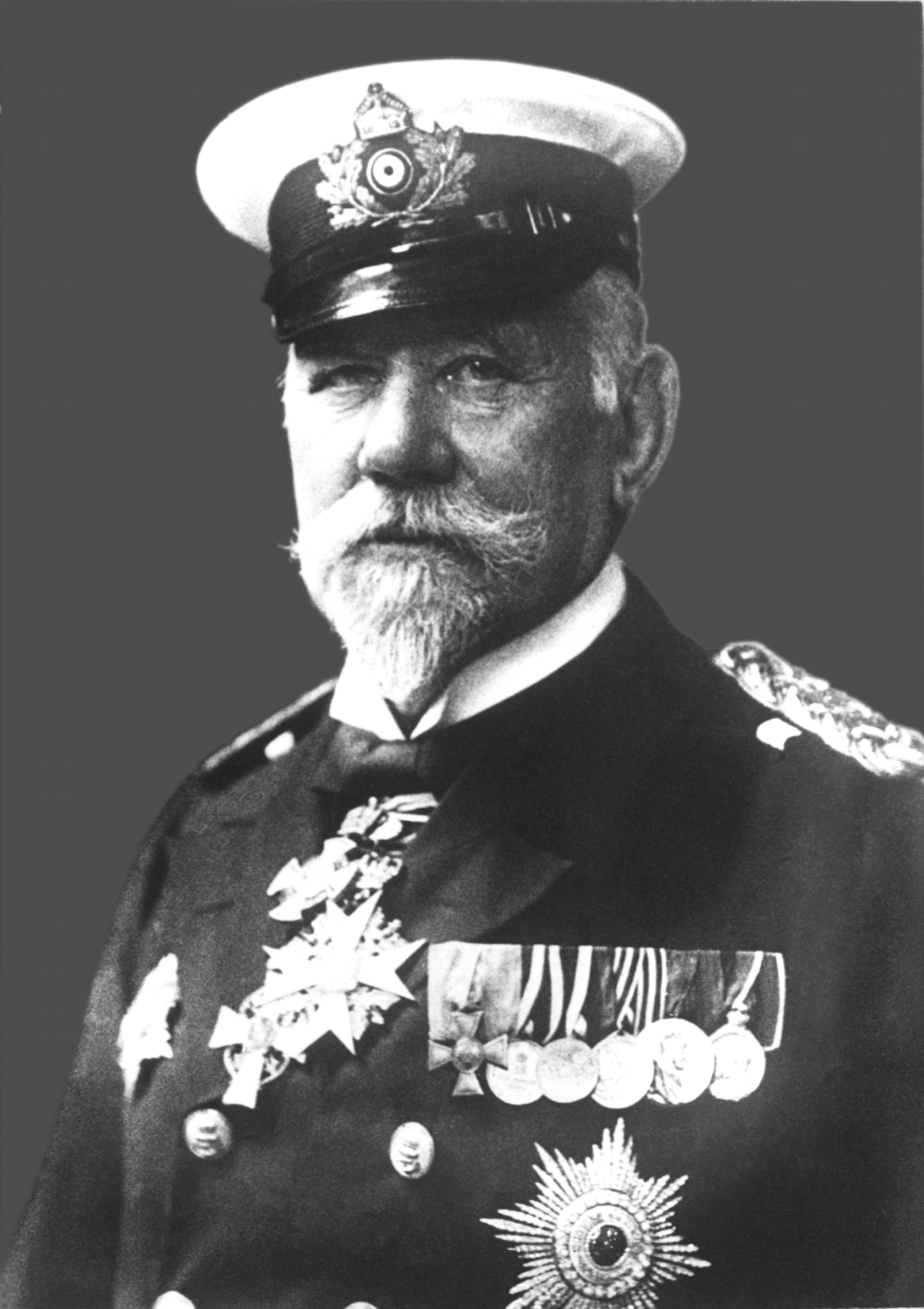
Hans von Koester (1844–1928)

- Koester, Helmut (1926–2016), deutsch-amerikanischer Theologe und Neutestamentler
- Koester, Jan (* 1953), deutscher Schauspieler
- Koester, Jens-Peter (* 1942), deutscher Sprachwissenschaftler und Phonetiker
- Koester, Joachim (* 1962), dänischer Konzeptkünstler, Fotograf und Filmschaffender
- Koester, Karl (1843–1904), deutscher Pathologe und Hochschullehrer
- Koester, Meike, deutsche Sängerin und Songwriterin
- Koester, Reinhard (1885–1956), deutscher Schriftsteller
- Koester, Rudolf (* 1936), deutsch-amerikanischer Literaturwissenschaftler und Hochschullehrer
- Koester, Ulrich (* 1938), deutscher Agrarökonom und Hochschullehrer
- Koestermann, Erich (1901–1973), deutscher Klassischer Philologe
- Koestermann, Sigrid (* 1944), deutsche Politikerin (CDU), MdBB
- Koestijah, Retno (* 1942), indonesische Badmintonspielerin
- Koestler, Arthur (1905–1983), österreichisch-ungarischer SchriftstellerArthur Koestler (1905–1983)

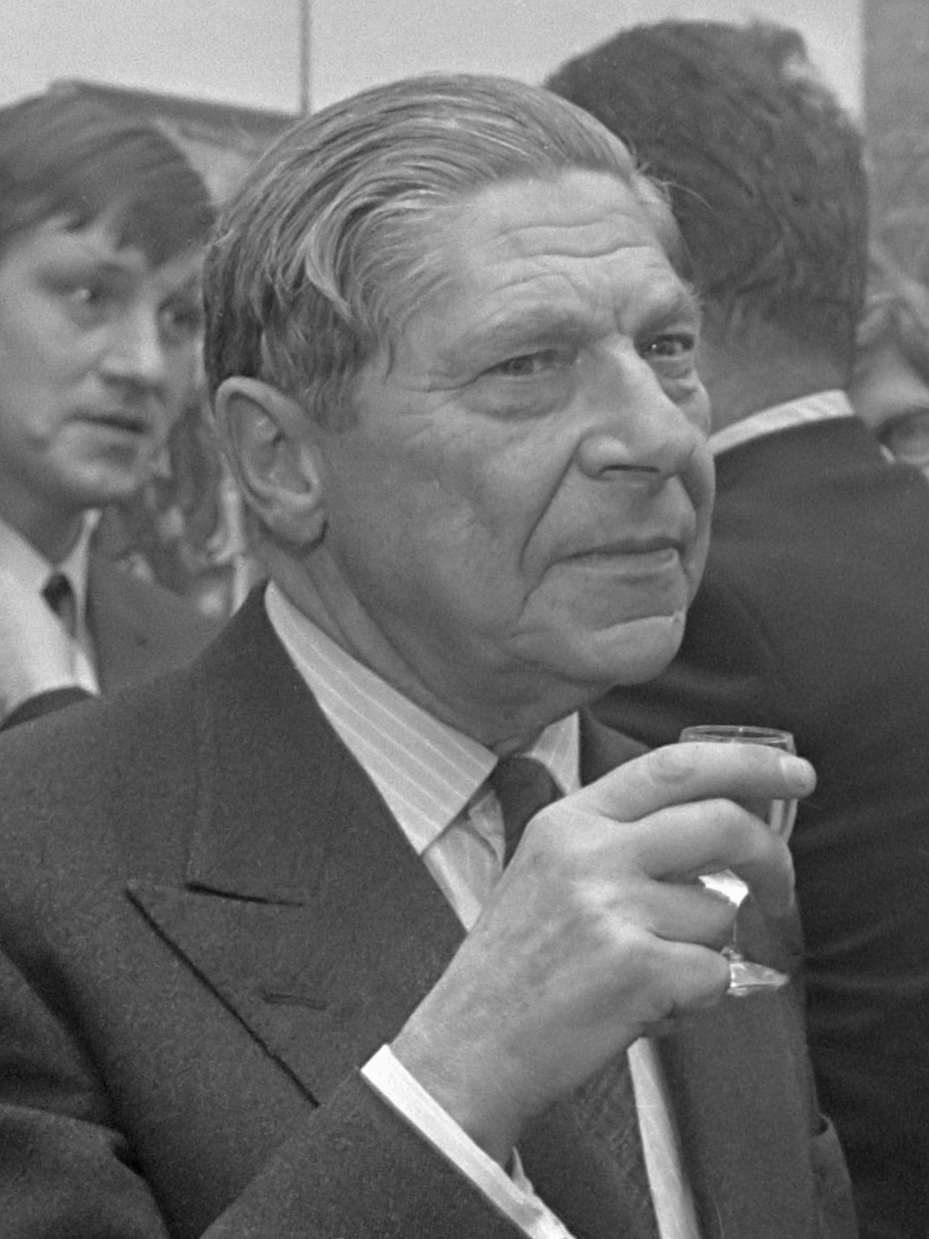
Arthur Koestler (1905–1983)

### Koet
- Koeth, Joseph (1870–1936), deutscher Offizier und Politiker
- Koethe, Friedrich August (1781–1850), deutscher Theologe und Lieddichter
- Koethe, Harald (1904–1944), deutscher Kunsthistoriker, Klassischer Archäologe und Provinzialrömischer Archäologe
- Koethen, Georg Boguslav von (1722–1808), preußischer Generalmajor, Chef des Infanterieregiments Nr. 48
- Koethen, Julius von (1815–1899), preußischer Generalmajor
- Koether, Jutta (* 1958), deutsche Malerin, Performancekünstlerin, Musikerin, Schriftstellerin, Kritikerin und Theoretikerin
- Koetschau, Karl (1868–1949), deutscher Kunsthistoriker und Museumsdirektor
- Koetschau, Paul (1857–1939), deutscher Klassischer Philologe und Gymnasialdirektor
- Koetschet, Régis (* 1949), französischer Botschafter
- Koetsier, Jan (1911–2006), niederländischer Dirigent und Komponist
- Koetsveld, Cornelis Elisa van (1807–1893), niederländischer Theologe, Schriftsteller und Pfarrer
- Koettgen, Gustav Adolf (1805–1882), deutscher Maler, Kommunist und Sozialdemokrat
- Koettgen, Johann Adolph (1777–1838), deutscher Unternehmer und Autor
- Koettig, Paul (1856–1933), deutscher Kriminalist
- Koettlitz, Reginald (1860–1916), britischer Mediziner und Polarforscher
- Koetz, Arthur (1896–1953), deutscher Lyriker und Sachbuchautor
- Koetz, Stephanie Charlotta (* 1986), deutsche Schauspielerin
- Koetzle, Hans-Michael (* 1953), freier Schriftsteller und Journalist

### Koev
- Koeverden, Adam van (* 1982), kanadischer Kajakfahrer und Politiker
- Koevermans, Anouk (* 2004), niederländische TennisspielerinAnouk Koevermans (* 2004)

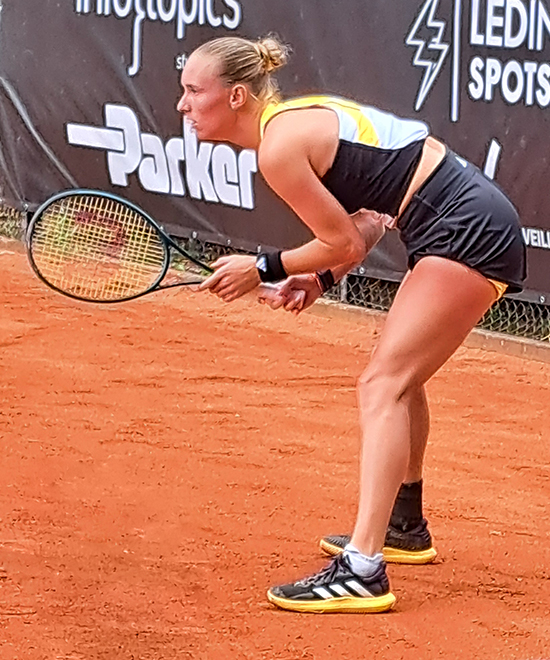
Anouk Koevermans (* 2004)

- Koevermans, Danny (* 1978), niederländischer Fußballspieler
- Koevermans, Mark (* 1968), niederländischer Tennisspieler
- Koevermans, Wim (* 1960), niederländischer Fußballspieler, -trainer und -instruktor
- Koevska, Andrea (* 2000), nordmazedonische Sängerin

### Koew
- Koew, Wladimir (* 1979), bulgarischer Straßenradrennfahrer
- Koewa, Dafinka (* 1990), bulgarische Biathletin
- Koewius, Annette (* 1945), deutsche Politikerin (CDU), MdEP

### Koey
- Koeykorpkeo, Pinit (* 1951), thailändischer Radrennfahrer

### Koez
- Koezuka, Kazuaki (* 1967), japanischer Fußballspieler